# Bruce Seals
Bruce A. Seals (Nueva Orleans, 18 de junio de 1953- 15 de diciembre de 2020) fue un jugador de baloncesto estadounidense que disputó tres temporadas en la NBA, dos más en la ABA y otras tres en la liga italiana. Con 2,03 metros de estatura, jugaba en la posición de ala-pívot.

## Trayectoria deportiva

### Universidad
Jugó durante dos temporadas con los Gold Rush de la Universidad de Xavier (Luisiana), en las que promedió 22,2 puntos y 13,0 rebotes por partido. En 1973 fue elegido All-American de la NAIA.

### Profesional
Fue elegido en la vigésimo primera posición del Draft de la NBA de 1975 por Seattle SuperSonics, y dos años antes también por los Utah Stars en el Draft de la ABA, fichando por estos últimos. Allí jugó dos temporadas. en la primera de ellas llegó a disputar las Finales ante los New York Nets, en la que cayeron por 4-1. Seals promedió 7,0 puntos y 3,6 rebotes por partido.
En 1975, tras ser despedido por los Stars, ficha por Seattle SuperSonics, donde consigue un puesto en el quinteto titular, promediando en su primera temporada 11,8 puntos y 6,3 rebotes por partido. Jugó dos temporadas más con los Sonics, en la última de ellas disputando nuevamente unas Finales, cayendo esta vez en el séptimo partido ante Washington Bullets. Seals promedió ese año 7,8 puntos y 3,1 rebotes por partido.
En 1979 se marcha a jugar a la liga italiana, donde jugaría tres temporadas en tres equipos diferentes, promediando en total 23,6 puntos y 7,9 rebotes por partido.

## Estadísticas de su carrera en la NBA y la ABA

### Temporada regular
| Temporada | Edad | Equipo              | Liga  | P   | TIT | MIN  | TC  | TCA  | %TC  | 3P  | 3PA | %3P  | TL  | TLA | %TL  | R.OF. | R.DEF. | REB | ASIS | ROB | TAP | PER | FP  | PTS  |
| 1973-74   | 20   | Utah Stars          | ABA   | 78  |     | 17.4 | 2.9 | 7.8  | .379 | 0.2 | 1.2 | .211 | 0.9 | 1.4 | .630 | 1.3   | 2.3    | 3.6 | 0.7  | 0.7 | 0.7 | 1.0 | 2.6 | 7.0  |
| 1974-75   | 21   | Utah Stars          | ABA   | 35  |     | 10.6 | 1.7 | 4.1  | .423 | 0.0 | 0.1 | .000 | 0.6 | 0.7 | .769 | 1.2   | 1.5    | 2.8 | 0.4  | 0.4 | 0.5 | 0.7 | 1.9 | 4.0  |
| 1975-76   | 22   | Seattle SuperSonics | NBA   | 81  |     | 30.1 | 4.8 | 11.0 | .436 |     |     |      | 2.2 | 3.3 | .678 | 1.9   | 4.3    | 6.3 | 1.5  | 0.8 | 0.5 |     | 3.9 | 11.8 |
| 1976-77   | 23   | Seattle SuperSonics | NBA   | 81  |     | 24.4 | 4.7 | 10.5 | .444 |     |     |      | 1.7 | 2.4 | .708 | 1.5   | 2.9    | 4.4 | 1.1  | 0.6 | 0.7 |     | 3.2 | 11.0 |
| 1977-78   | 24   | Seattle SuperSonics | NBA   | 73  |     | 18.1 | 3.2 | 7.5  | .417 |     |     |      | 1.5 | 2.4 | .634 | 0.8   | 2.2    | 3.1 | 1.1  | 0.6 | 0.5 | 1.4 | 2.9 | 7.8  |
| Total     |      |                     | TOTAL | 348 |     | 21.4 | 3.7 | 8.7  | .423 | 0.2 | 0.8 | .204 | 1.5 | 2.2 | .672 | 1.4   | 2.8    | 4.2 | 1.0  | 0.6 | 0.6 | 1.1 | 3.0 | 8.9  |
|           |      |                     | NBA   | 235 |     | 24.4 | 4.2 | 9.7  | .435 |     |     |      | 1.8 | 2.7 | .675 | 1.4   | 3.2    | 4.6 | 1.2  | 0.7 | 0.6 | 1.4 | 3.3 | 10.3 |
|           |      |                     | ABA   | 113 |     | 15.3 | 2.6 | 6.6  | .387 | 0.2 | 0.8 | .204 | 0.8 | 1.2 | .657 | 1.3   | 2.1    | 3.3 | 0.6  | 0.6 | 0.6 | 0.9 | 2.4 | 6.1  |

### Playoffs
| Temporada | Edad | Equipo              | Liga  | P  | MIN | TCA | TC  | 3PA | 3P | TLA | TL | R.OF. | REB | ASIS | ROB | TAP | PER | FP | PTS | %TC  | %3P  | %FT  | MIN  | PTS  | REB | AST |
| 1973-74   | 20   | Utah Stars          | ABA   | 15 | 260 | 41  | 98  | 2   | 10 | 7   | 14 | 22    | 52  | 14   | 6   | 4   | 15  | 40 | 91  | .418 | .200 | .500 | 17.3 | 6.1  | 3.5 | 0.9 |
| 1974-75   | 21   | Utah Stars          | ABA   | 3  | 41  | 9   | 14  | 0   | 0  | 6   | 9  | 6     | 11  | 0    | 1   | 0   | 2   | 8  | 24  | .643 |      | .667 | 13.7 | 8.0  | 3.7 | 0.0 |
| 1975-76   | 22   | Seattle SuperSonics | NBA   | 6  | 181 | 30  | 68  |     |    | 18  | 26 | 14    | 36  | 3    | 5   | 6   |     | 22 | 78  | .441 |      | .692 | 30.2 | 13.0 | 6.0 | 0.5 |
| 1977-78   | 24   | Seattle SuperSonics | NBA   | 9  | 92  | 12  | 37  |     |    | 3   | 7  | 8     | 20  | 8    | 2   | 2   | 6   | 14 | 27  | .324 |      | .429 | 10.2 | 3.0  | 2.2 | 0.9 |
| Total     |      |                     | TOTAL | 33 | 574 | 92  | 217 | 2   | 10 | 34  | 56 | 50    | 119 | 25   | 14  | 12  | 23  | 84 | 220 | .424 | .200 | .607 | 17.4 | 6.7  | 3.6 | 0.8 |
|           |      |                     | ABA   | 18 | 301 | 50  | 112 | 2   | 10 | 13  | 23 | 28    | 63  | 14   | 7   | 4   | 17  | 48 | 115 | .446 | .200 | .565 | 16.7 | 6.4  | 3.5 | 0.8 |
|           |      |                     | NBA   | 15 | 273 | 42  | 105 |     |    | 21  | 33 | 22    | 56  | 11   | 7   | 8   | 6   | 36 | 105 | .400 |      | .636 | 18.2 | 7.0  | 3.7 | 0.7 |